# Copa de Kenia
La FKF President's Cup es el segundo torneo de fútbol a nivel de clubes más importante de Kenia, se disputa desde 1956 y es organizada por la Federación de Fútbol de Kenia.
En el año 2003 se jugaron 2 torneos de copa debido a que los 4 semifinalistas abandonaron la Federación de Fútbol de Kenia, aunque continuaron con su copa, mientras que la Federación continuó el torneo con los equipos eliminados.
El equipo campeón clasifica a la Copa Confederación de la CAF.

## Nombres adoptados
El torneo ha tenido varios cambios de nombres a través de los años.
- Copa FA de Kenia (hasta 1975)
- Copa Desafío de Kenia (1976-1985)
- Copa Dorada Moi (1986-2002)
- Copa de la Transparencia (2003-2004)
- Copa Presidente de Kenia (2003-2007)
- Copa de Kenia (2008)
- Copa FKL (2009-2011)
- Copa Presidente de la FKF (desde 2012)

## Palmarés
| Temporada | Campeón                          | Resultado                        | Finalista                        |
| --------- | -------------------------------- | -------------------------------- | -------------------------------- |
| 1954      | RAF Eastleigh                    | 1 - 0                            | Nakuru Railway                   |
| 1955      | No disputada                     | No disputada                     | No disputada                     |
| 1956      | Mombasa Liverpool                |                                  |                                  |
| 1957      | No disputada                     | No disputada                     | No disputada                     |
| 1958      | No disputada                     | No disputada                     | No disputada                     |
| 1956      | Desconocido                      | Desconocido                      | Maragoli United FC               |
| 1960      | Marama FC                        | 4 - 2                            | Gethin & Dawson FC               |
| 1961      | Desconocido                      | Desconocido                      | Desconocido                      |
| 1962      | Mombasa Liverpool                |                                  |                                  |
| 1963      | Desconocido                      | Desconocido                      | Desconocido                      |
| 1964      | Luo Union                        |                                  |                                  |
| 1965      | Luo Union                        |                                  |                                  |
| 1966      | Luo Union                        | 4 - 2                            | Mombasa Liverpool                |
| 1967      | Abaluhya United                  | 3 - 0                            | Maragoli United FC               |
| 1968      | Abaluhya United                  |                                  |                                  |
| 1969      | Nakuru AllStars                  | 1 - 0                            | Gor Mahia                        |
| 1970-1974 | No disputada                     | No disputada                     | No disputada                     |
| 1975      | Tusker FC                        |                                  |                                  |
| 1976      | Luo Union FC                     | 0 - 0 (3-2 pen.)                 | KFA FC                           |
| 1977      | Desconocido                      | Desconocido                      | Desconocido                      |
| 1978      | Desconocido                      | Desconocido                      | Desconocido                      |
| 1979      | Maragoli United FC               | Desconocido                      | Gor Mahia                        |
| 1980      | Desconocido                      | Desconocido                      | Desconocido                      |
| 1981      | Gor Mahia                        |                                  |                                  |
| 1982      | No disputada                     | No disputada                     | No disputada                     |
| 1983      | Gor Mahia                        |                                  |                                  |
| 1984      | AFC Leopards                     | 2 - 1                            | Gor Mahia                        |
| 1985      | AFC Leopards                     |                                  |                                  |
| 1986      | Gor Mahia                        | 1 - 0                            | Bandari Mombasa                  |
| 1987      | Gor Mahia                        | 2 - 0                            | AFC Leopards                     |
| 1988      | Gor Mahia                        | desconocido                      | Tusker FC                        |
| 1989      | Tusker FC                        | 1 - 1 (5-4 pen.)                 | AFC Leopards                     |
| 1990      | Rivatex (Eldoret FC)             |                                  |                                  |
| 1991      | AFC Leopards                     | 1 - 0                            | Gor Mahia                        |
| 1992      | Gor Mahia                        | 2 - 0                            | Bata Bullets FC                  |
| 1993      | Tusker FC                        |                                  |                                  |
| 1994      | AFC Leopards                     | 3 - 0                            | Kisumu Postal                    |
| 1995      | Rivatex (Eldoret FC)             | 2 - 0                            | Ulinzi Stars                     |
| 1996      | Mumias Sugar                     | 1 - 0                            | Reli FC                          |
| 1997      | Eldoret FC                       | 4 - 1                            | AFC Leopards                     |
| 1998      | Mathare United                   | 2 - 1                            | Eldoret FC                       |
| 1999      | Mumias Sugar                     | 3 - 2                            | Coast Stars                      |
| 2000      | Mathare United                   | 2 - 1                            | AFC Leopards                     |
| 2001      | AFC Leopards                     | 2 - 0                            | Mathare United                   |
| 2002      | Kenya Pipeline                   | 1 - 0                            | Mumias Sugar                     |
| 2003      | Chemelil Sugar                   | 1 - 0                            | AFC Leopards                     |
| 2003 ct   | Utalii FC                        | 2 - 1                            | Gor Mahia FC                     |
| 2004 ct   | Kenya Commercial Bank SC         | 1 - 0                            | Thika United                     |
| 2005      | World Hope FC                    | 2 - 1                            | Tusker FC                        |
| 2006      | Interrumpida                     | Interrumpida                     | Interrumpida                     |
| 2007      | Sofapaka FC                      | 2 - 0                            | Homegrown FC                     |
| 2008      | Gor Mahia                        | 2 - 0                            | Posta Rangers                    |
| 2009      | AFC Leopards                     | 4 - 1                            | Congo United                     |
| 2010      | Sofapaka FC                      | 2 - 0                            | West Kenya Sugar                 |
| 2011      | Gor Mahia                        | 1 - 0                            | Sofapaka FC                      |
| 2012      | Gor Mahia                        | 0 - 0 (3-0 pen.)                 | Sofapaka FC                      |
| 2013      | AFC Leopards                     | 1 - 0                            | Gor Mahia                        |
| 2014      | Sofapaka FC                      | 2 - 1                            | Posta Rangers                    |
| 2015      | Bandari FC                       | 4 - 2                            | Nakumatt FC                      |
| 2016      | Tusker FC                        | 1 - 0                            | Ulinzi Stars                     |
| 2017      | AFC Leopards                     | 2 - 0                            | Kariobangi Sharks                |
| 2018      | Kariobangi Sharks                | 3 - 2                            | Sofapaka FC                      |
| 2019      | Bandari FC                       | 3 - 1                            | Kariobangi Sharks                |
| 2020      | Interrumpida por el Corona Virus | Interrumpida por el Corona Virus | Interrumpida por el Corona Virus |
| 2021      | Gor Mahia                        | 0 - 0 (4-1 pró.)                 | AFC Leopards                     |
| 2022      | No se celebró                    |                                  |                                  |
| 2023      | Kakamega Homeboyz FC             | 1 - 0                            | Tusker FC                        |
| 2024      | Administration Police FC         | 0 - 0 (8-7 pen.)                 | Kenya Commercial Bank SC         |

## Títulos por club
No incluye la Copa Transparencia (ct)
| Club                                     | Campeón | Años campeón                                               |
| ---------------------------------------- | ------- | ---------------------------------------------------------- |
| AFC Leopards (Abaluhya United) (Nairobi) | 10      | 1967, 1968, 1984, 1985, 1991, 1994, 2001, 2009, 2013, 2017 |
| Gor Mahia FC (Nairobi)                   | 10      | 1981, 1983, 1986, 1987, 1988, 1992, 2008, 2011, 2012, 2021 |
| Tusker FC (Kenya Breweries) (Nairobi)    | 4       | 1975, 1989, 1993, 2016                                     |
| Luo Union (Nairobi)                      | 4       | 1964, 1965, 1966, 1976                                     |
| Eldoret FC (Eldoret)                     | 3       | 1990, 1995, 1997                                           |
| Sofapaka FC (Nairobi)                    | 3       | 2007, 2010, 2014                                           |
| Mathare United (Nairobi)                 | 2       | 1998, 2000                                                 |
| Mombasa Liverpool (Mombasa)              | 2       | 1956, 1962                                                 |
| Mumias Sugar (Mumias)                    | 2       | 1996, 1999                                                 |
| Bandari FC (Mombasa)                     | 2       | 2015, 2019                                                 |
| Chemelil Sugar (Nyando)                  | 1       | 2003                                                       |
| Kenya Pipeline (Nairobi)                 | 1       | 2002                                                       |
| World Hope FC (Nairobi)                  | 1       | 2005                                                       |
| Kariobangi Sharks (Nairobi)              | 1       | 2018                                                       |
| Kakamega Homeboyz FC (Kakamega)          | 1       | 2023                                                       |
| Administration Police FC (Nairobi)       | 1       | 2024                                                       |